# Sex Jack
Pour plus de détails, voir Fiche technique et Distribution.
Sex Jack (性賊, Seizoku) est un film japonais réalisé par Kōji Wakamatsu et sorti en 1970.
À propos du film, Wakamatsu a déclaré : « Avec ce film, je voulais montrer le processus qui amène le pouvoir à toujours s'infiltrer et miner les mouvements révolutionnaires ».

## Synopsis
Recherché par la police, un groupe d'étudiants révolutionnaires trouve refuge dans l'appartement d'un jeune inconnu providentiel. Condamnés à vivre entre quatre murs le temps que les choses se tassent, ils passent leur temps à fumer, boire et faire l'amour. 

## Fiche technique
- Titre original : 性賊 (Seizoku?)
- Titre : Sex Jack[2]
- Réalisation : Kōji Wakamatsu
- Scénario : Masao Adachi
- Photographie : Hideo Itō
- Société de production : Wakamatsu Production
- Pays d'origine :  Japon
- Langue originale : japonais
- Format : Noir et blanc - Mono - 35 mm
- Genre : Drame
- Durée : 70 minutes
- Dates de sortie :
  - France : 1971 (Quinzaine des réalisateurs)

## Distribution
- Michio Akiyama
- Mizako Kaga
- Tamaki Katori